# Parc Natural Urbasa-Andia
El Parc Natural Urbasa-Andia és una àrea protegida de la comunitat foral de Navarra, situat al nord de la merindad d'Estella la seva altitud sobre el nivell del mar, està entre els 835 metres i els 1.492 metres, corresponent aquesta cota al cim de Beriáin a la Serra de Sant Donat.
Va ser declarat Parc Natural el 27 de febrer de 1997, i com a Lloc d'Importància Comunitària segons la xarxa Natura 2000 el març de 1999. El parc està situat entre entre el Pirineu occidental i la Conca basc-cantàbrica i s'estén per una àrea de 27857,68 ha.

## Clima
La precipitació mitjana anual és de 1.400 mm i la temperatura mitjana anual 10 ° C.

## Geografia
El Parc Natural Urbasa-Andia inclou quatre zones: 1
- Serra d'Urbasa 11.500 ha.
- Serra d'Andia 4.700 ha.
- Urederra 119 ha.
- Mont limitacions de les Améscoas 5.190 ha.

## Galeria

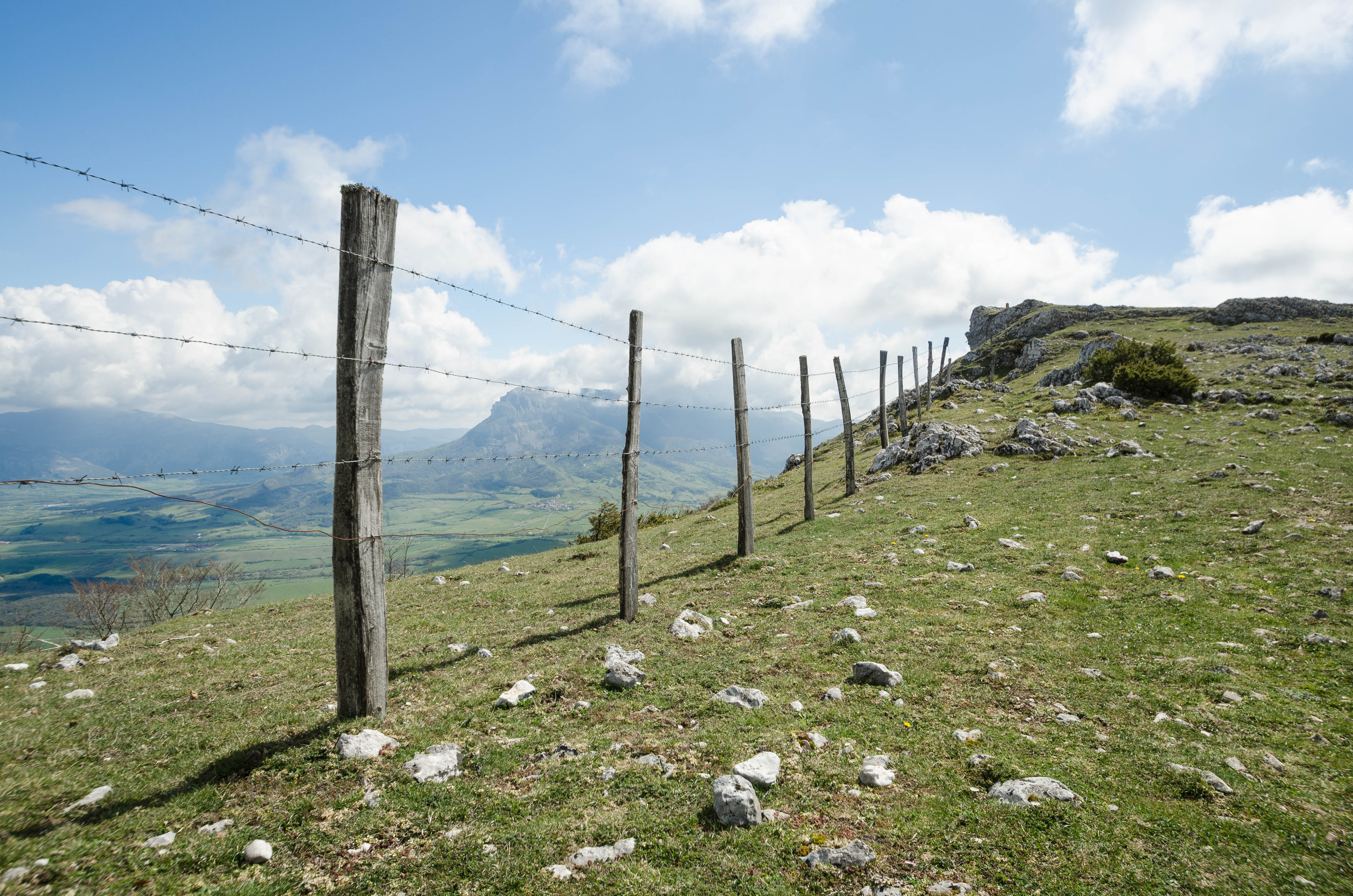
Serra de Urbasa
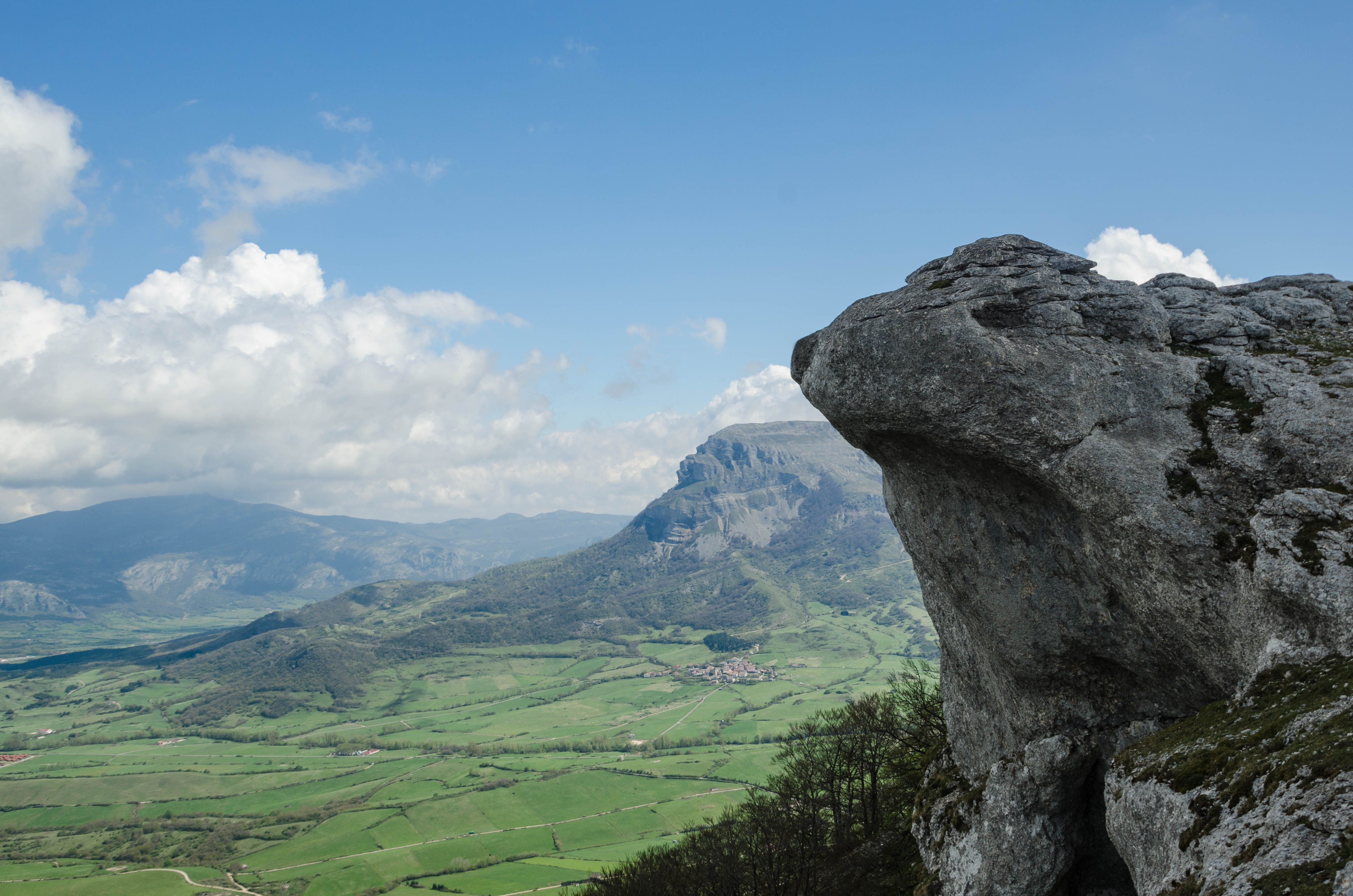
Serra de Urbasa
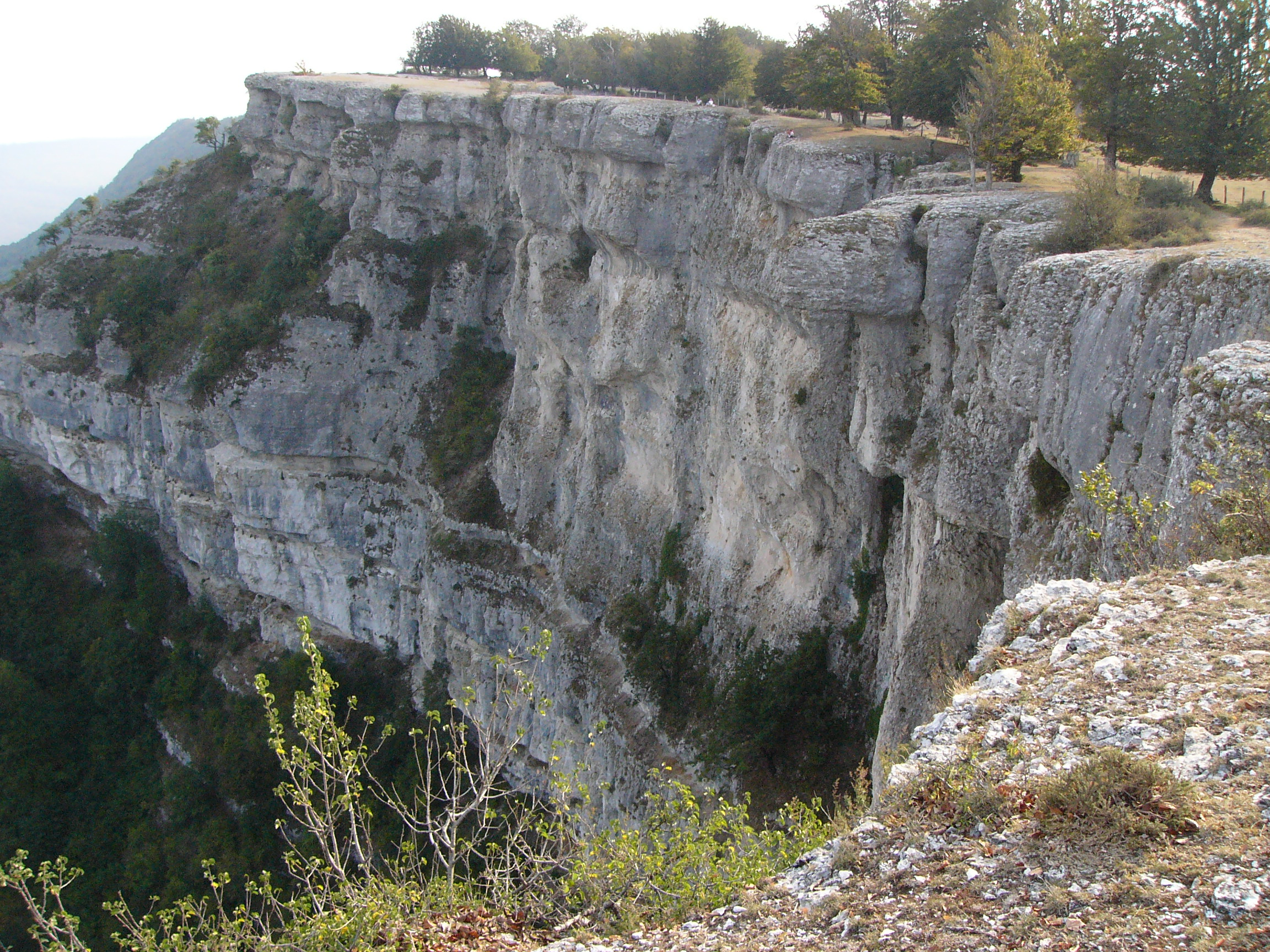
Balcó de Pilatos